# Charlton Comics
Charlton Comics foi uma pequena editora de história em quadrinhos que existiu de 1945 a 1986.
Operando de Derby, Connecticut, a editora publicou uma ampla variedade de gêneros, desde crime à ficção científica, passando pelo faroeste, terror, guerra, romance, humor e super-heróis. A Charlton era conhecida por suas práticas econômicas, como adquirir material inédito de empresas falidas e pagar a seus funcionários salários bem abaixo da tabela.

## História
Em 1952 a Charlton adquiriu uma parte dos direitos da Fawcett Comics. O Capitão Marvel, que na época era objeto de uma batalha legal entre a Fawcett e a DC Comics, não foi incluído no acordo.

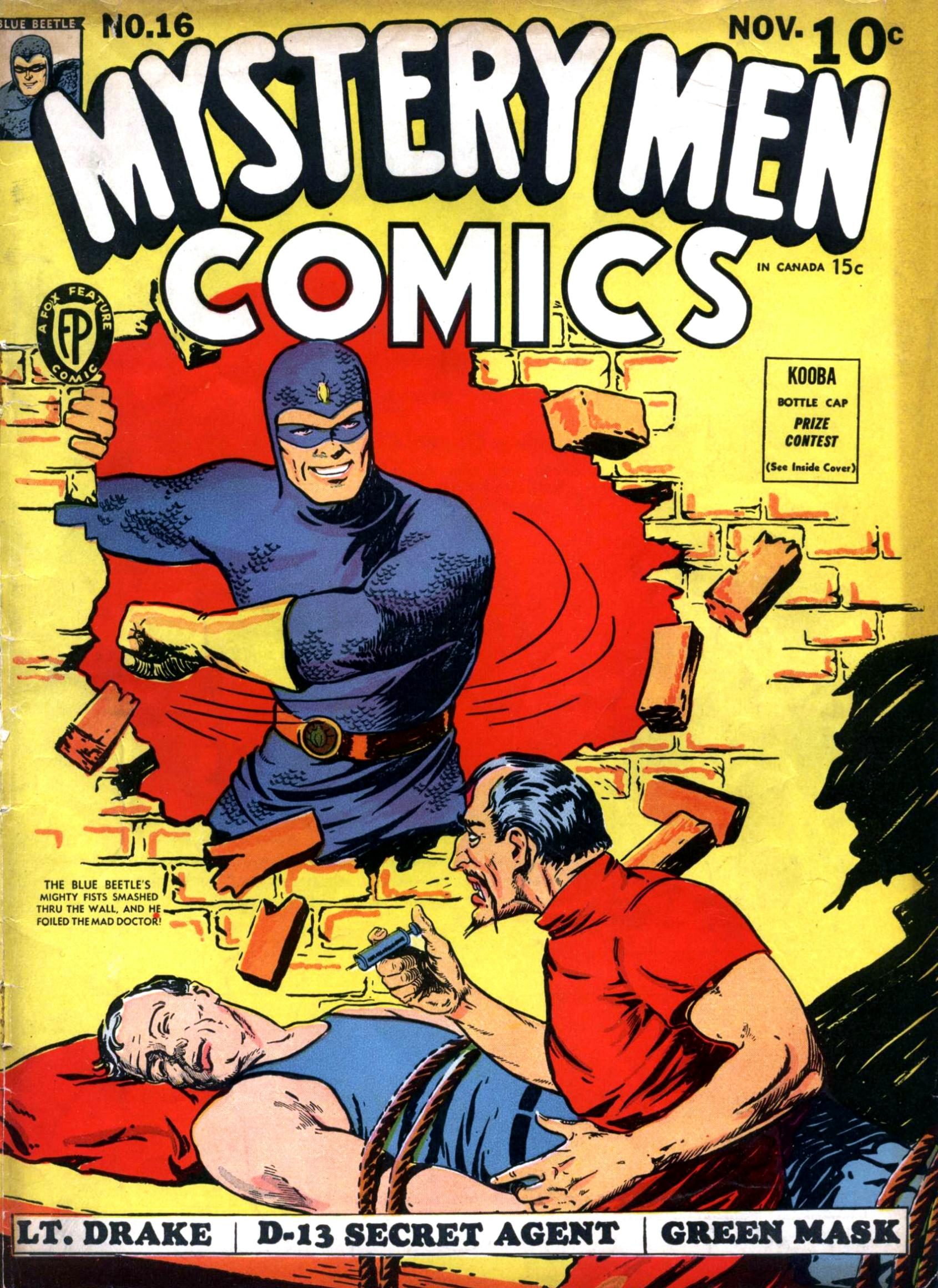
Besouro Azul personagem que foi revitalizado por Steve Ditko na Charlton Comics.

O período mais notório da editora foi durante o meio dos anos 60, na chamada "Era de Prata da Banda Desenhada", quando o editor Dick Giordano contratou o ex-artista da Marvel Steve Ditko (co-criador do Homem Aranha e do Doutor Estranho). Durante esta época, a Charlton publicou diversos novos títulos de super-heróis, como o Besouro Azul e Capitão Átomo, chamados pela editora de "Heróis de Ação".
Mas no final da mesma década os títulos de super-heróis da Charlton foram todos cancelados, e a publicação de material licenciado tomou conta de seus negócios. Eles produziram quadrinhos com personagens da Hanna-Barbera (Os Flintstones, Os Jetsons, Manda-Chuva, Korg: 70,000 B.C., entre outros) e da King Features Syndicate (Recruta Zero, Blondie, Flash Gordon, Jungle Jim, O Fantasma e Popeye) além de versões no papel de várias séries de televisão (como The Six Million Dollar Man seu spin-off The Bionic Woman e  1999).
Na década de 70 a Charlton procurou lançar novos personagens, como o mestre de artes marciais Chung Hui, que adotou o nome de Yang, filho de um mandarim assassinado em 1890 e que ao buscar vingança, vai parar nos Estados Unidos (trama parecida com a do protagonista da série de TV Kung Fu) e o primo Sun Yang, publicado na revista House of Yang que foi pelo coreano Sanho Kim, primeiro artista de manhwa publicado no Ocidente.

Com o declínio da indústria de quadrinhos nos anos 80 a Charlton passou a sofrer sérios problemas, fechando as portas definitivamente em 1986. Seu legado mais duradouro foi o de seus super-heróis, que continuaram a existir através da DC Comics - inicialmente adquiridos para a série Watchmen, mas depois de uma mudança de planos, Alan Moore acabou tendo de criar personagens similares para sua história.
Os heróis da Charlton apareceram na saga Crise Nas Infinitas Terras, onde foram introduzidos na cronologia da DC Comics. Após Crise, alguns dos heróis da Charlton passaram a ter algum destaque na DC: o Besouro Azul entrou para a Liga da Justiça e o Capitão Átomo ganhou uma revista própria, assim como o Questão (este último com temática mais "adulta"). O Pacificador teve algumas edições publicadas, enquanto a Sombra da Noite passou a fazer parte do Esquadrão Suicida.